# Spodoptera praeterita
Spodoptera praeterita är en fjärilsart som beskrevs av Walker 1856. Spodoptera praeterita ingår i släktet Spodoptera och familjen nattflyn. Inga underarter finns listade i Catalogue of Life.